# Larrau
Larrau (en basque: Larraine) est une commune française, située dans le département des Pyrénées-Atlantiques en région Nouvelle-Aquitaine.
Le gentilé est Larraintar.

## Géographie

### Localisation
La commune de Larrau se trouve dans le département des Pyrénées-Atlantiques, en région Nouvelle-Aquitaine et est frontalière avec l'Espagne (Communauté forale de Navarre).
Elle se situe à 80 km par la route de Pau, préfecture du département, à 47 km d'Oloron-Sainte-Marie, sous-préfecture, et à 37 km de Mauléon-Licharre, bureau centralisateur du canton de Montagne Basque dont dépend la commune depuis 2015 pour les élections départementales.
La commune fait en outre partie du bassin de vie de Mauléon-Licharre.
Les communes les plus proches sont : 
Lacarry-Arhan-Charritte-de-Haut (7,8 km), Sainte-Engrâce (8,3 km), Licq-Athérey (8,4 km), Etchebar (8,7 km), Alçay-Alçabéhéty-Sunharette (9,3 km), Lichans-Sunhar (10,6 km), Haux (10,9 km), Laguinge-Restoue (11,1 km).
Sur le plan historique et culturel, Larrau fait partie de la province de la Soule, un des sept territoires composant le Pays basque,. La Basse-Navarre en est la province la plus variée en ce qui concerne son patrimoine, mais aussi la plus complexe du fait de son morcellement géographique. Depuis 1999, l'Académie de la langue basque ou Euskalzaindia divise le territoire du Labourd en six zones,. La Soule, traversée par la vallée du Saison, est restée repliée sur ses traditions (mascarades, pastorales, chasse à la palombe, etc). Elle se divise en Arbaille, Basse-Soule et Haute-Soule, dont fait partie la commune.
La commune est frontalière avec l'Espagne (Navarre), au sud.

### Communes limitrophes
Les communes limitrophes sont Ochagavía-Otsagabia, Uztárroz-Uztarroze, Isaba-Izaba, Sainte-Engrâce, Licq-Athérey, Etchebar, Lacarry-Arhan-Charritte-de-Haut, Alçay-Alçabéhéty-Sunharette, Mendive et Lecumberry.
| Alçay-Alçabéhéty-Sunharette, Mendive | Lacarry-Arhan-Charritte-de-Haut | Etchebar, Licq-Athérey |
| Lecumberry                           | Larrau                          | Sainte-Engrâce         |
| Ochagavía (es)                       | Uztárroz (es)                   | Isaba (es)             |

### Paysages et relief
Le col d'Erroïmendi, le col d'Iratzabaleta, les gorges d'Holzarte, la cascade de Pista, le pic de Bizkarze et le pic d'Orhy sont accessibles à partir de Larrau, ainsi que la Forêt d'Iraty.

### Hydrographie
Les terres de la commune sont arrosées par le Saison (dont le nom basque originel est Uhaitz Handia, « le grand gave », ou « le grand cours d'eau »), et par ses affluents :
- le ruisseau Etchélu ;
- Ibarrondoko erreka ;
- le ruisseau de Letchartsu ;
- le ruisseau d'Odeyzakia et ses affluents :
  - le ruisseau d'Orgambidesca,
  - Thartako erreka ;
- Sarrantolatzéko erreka ;
- Uthurzéhétako erreka et ses affluents :
  - Ardanéko erreka,
  - Ardakhotchiko erreka,
  - le ruisseau d'Ihitsaga,
  - le ruisseau de Betzula.

Le ruisseau Erbeiché, affluent d'Uthurrotche erreka, qui alimente le Saison, traverse également le territoire de la commune.
Harléguiko erreka, qui se jette dans le Chistouko erreka, affluent indirect du Saison, arrose lui aussi la commune.
Iratiko erreka (12,8 km) prend naissance sur la commune avant de se diriger vers Mendive, Lecumberry, puis l'Espagne. Ses affluents, les erreka Imitzéko, Léherreko, Olzaluréko et Uthurkokotséko coulent également sur Larrau.

### Climat
Pour des articles plus généraux, voir Climat de la Nouvelle-Aquitaine et Climat des Pyrénées-Atlantiques.
Historiquement, la commune est exposée à un micro climat océanique basque.  
En 2020, Météo-France publie une typologie des climats de la France métropolitaine dans laquelle la commune est exposée à un climat de montagne et est dans la région climatique Pyrénées atlantiques, caractérisée par une pluviométrie élevée (>1 200 mm/an) en toutes saisons, des hivers très doux (7,5 °C en plaine) et des vents faibles.
Pour la période 1971-2000, la température annuelle moyenne est de 12 °C, avec une amplitude thermique annuelle de 13 °C. Le cumul annuel moyen de précipitations est de 1 738 mm, avec 12,8 jours de précipitations en janvier et 10,3 jours en juillet. Pour la période 1991-2020, la température moyenne annuelle observée sur la station météorologique la plus proche, située sur la commune de Licq-Athérey à 8 km à vol d'oiseau, est de 13,1 °C et le cumul annuel moyen de précipitations est de 1 528,1 mm,. Pour l'avenir, les paramètres climatiques de la commune estimés pour 2050 selon différents scénarios d’émission de gaz à effet de serre sont consultables sur un site dédié publié par Météo-France en novembre 2022.

### Milieux naturels et biodiversité

#### Espaces protégés
La protection réglementaire est le mode d’intervention le plus fort pour préserver des espaces naturels remarquables et leur biodiversité associée,.
Un  espace protégé est présent sur la commune : 
« Site de Reproduction du Gypaète Barbu d'Holzarte - Commune de Larrau », objet d'un arrêté préfectoral de protection de biotope, d'une superficie de 333,1 ha.

#### Réseau Natura 2000
Le réseau Natura 2000 est un réseau écologique européen de sites naturels d'intérêt écologique élaboré à partir des Directives « Habitats » et « Oiseaux », constitué de zones spéciales de conservation (ZSC) et de zones de protection spéciale (ZPS).
Quatre sites Natura 2000 ont été définis sur la commune au titre de la « directive Habitats », : 
- les « montagnes du pic des Escaliers », d'une superficie de 8 600 ha, présentant une flore très diversifiée marquée par une nette influence atlantique et montagnarde. Cependant, les versants exposés au Sud Sud-Est et Est abritent une flore thermophile remarquable[27] ;
- la « forêt d'Iraty », d'une superficie de 2 500 ha, abritant des espèces d’intérêt communautaire caractéristiques des vieilles forêts comme Rhysodes sulcatus et Rosalia alpina mais aussi des espèces des cours d’eau comme Galemys pyrenaicus et Lutra lutra[28] ;
- « le Saison (cours d'eau) », d'une superficie de 2 200 ha, un cours d'eau de très bonne qualité à salmonidés[29] ;
- les « montagnes de la Haute Soule », d'une superficie de 14 360 ha, présentant une flore très diversifiée marquée par une nette influence atlantique et se démarquent des autres massifs de la Haute Soule et du Barétous par la présence de l’étage subalpin et d’une influence montagnarde par conséquent plus tranchée[30] et deux au titre de la « directive Oiseaux »[26],[Carte 2] :
- la « Haute Soule: massif forestier, gorges d'Holzarté et d'Olhadubi », d'une superficie de 2 607 ha, un massif montagneux boisé et à estives coupé de profonds canyons[31] ;
- la « Haute Soule : forêt d'Iraty, Orgambidexka et pic des Escaliers », d'une superficie de 5 584 ha, un massif très vaste à très grande diversité d'habitats et d'espèces. La variété des milieux et l'étagement altitudinal offrent de bonnes conditions pour l'accueil de l'avifaune pyrénéenne[32].

#### Zones naturelles d'intérêt écologique, faunistique et floristique
L’inventaire des zones naturelles d'intérêt écologique, faunistique et floristique (ZNIEFF) a pour objectif de réaliser une couverture des zones les plus intéressantes sur le plan écologique, essentiellement dans la perspective d’améliorer la connaissance du patrimoine naturel national et de fournir aux différents décideurs un outil d’aide à la prise en compte de l’environnement dans l’aménagement du territoire.
Quatre ZNIEFF de type 1 sont recensées sur la commune, : 
- le « bassin versant de l'Irati : forêt de hêtre, zones tourbeuses et affleurements rocheux » (5 371,47 ha), couvrant 3 communes du département[34] ;
- les « hêtraies et landes de la confluence des gaves de Larrau et de Saint-Engrace » (5 156,66 ha), couvrant 7 communes du département[35] ;
- les « massif forestier et gorges d'Holzarte et d'Olhadubi » (4 589,34 ha)[36] ;
- le « pic d'Orhy » (3 539,99 ha)[37] ;

et deux ZNIEFF de type 2,, : 
- la « Haute-Soule » (26 095,69 ha), couvrant 9 communes du département[38] ;
- le « réseau hydrographique du gave d'Oloron et de ses affluents » (6 885,32 ha), couvrant 114 communes dont 2 dans les Landes et 112 dans les Pyrénées-Atlantiques[39].

#### Biodiversité
Le suivi scientifique de la migration des oiseaux sur la voie transpyrénéenne est réalisé chaque année de mi-juillet à fin novembre par les ornithologues de la Ligue pour la protection des oiseaux. Depuis 1979, le col d'Organbidexka, situé sur la commune de Larrau à proximité des Chalets d'Iraty, est le site historique de suivi de la migration dans une démarche de sciences citoyennes qui, depuis, a été étendue à d'autres sites en France.

## Urbanisme

### Typologie
Au 1er janvier 2024, Larrau est catégorisée commune rurale à habitat très dispersé, selon la nouvelle grille communale de densité à sept niveaux définie par l'Insee en 2022.
Elle est située hors unité urbaine et hors attraction des villes,.

### Occupation des sols

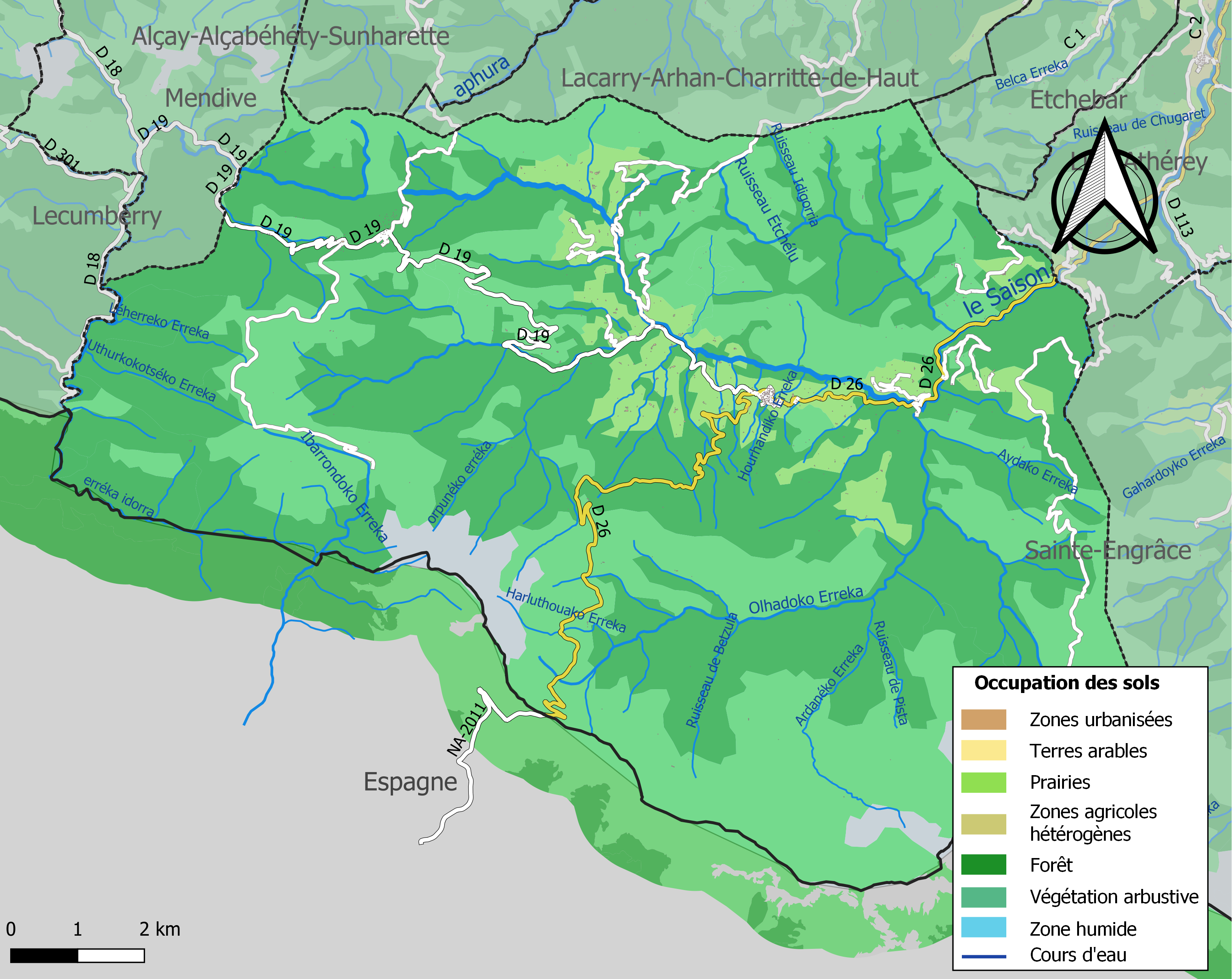
Carte des infrastructures et de l'occupation des sols de la commune en 2018 (CLC).

L'occupation des sols de la commune, telle qu'elle ressort de la base de données européenne d’occupation biophysique des sols Corine Land Cover (CLC), est marquée par l'importance des forêts et milieux semi-naturels (93,8 % en 2018), une proportion sensiblement équivalente à celle de 1990 (93,3 %). La répartition détaillée en 2018 est la suivante : 
forêts (49,3 %), milieux à végétation arbustive et/ou herbacée (41,3 %), prairies (6,2 %), espaces ouverts, sans ou avec peu de végétation (3,3 %). L'évolution de l’occupation des sols de la commune et de ses infrastructures peut être observée sur les différentes représentations cartographiques du territoire : la carte de Cassini (XVIIIe siècle), la carte d'état-major (1820-1866) et les cartes ou photos aériennes de l'IGN pour la période actuelle (1950 à aujourd'hui).

### Lieux-dits et hameaux
Inventoriés en 1887 par Julien Sacaze :
- Arbide (chemin des brebis) ;
- Petharra (quartier d'en-bas) ;
- Ugarre (quartier où l'eau est rare) ;
- Ekhibegui-tchipia (petit quartier au soleil) ;
- Ekhibegui-handia (grand quartier au soleil) ;
- Hourartia (quartier entre deux cours d'eau) ;
- Sarçaya (quartier boueux et mal exposé).

La communauté de communes de Soule-Xiberoa distingue douze quartiers :
- Arbide ;
- Arbidezola ;
- Bagargi (Chalets d'Iraty) ;
- Hegixuri (Heguichouria sur les cartes IGN) ;
- Ekhibegihandigaña ;
- Ekhibegihandizola ;
- Ekhibegitxipia ;
- Hurartea ;
- Itzalherria ;
- Kharrika ;
- Ügarre ;
- Zarzaia.

### Risques majeurs
Le territoire de la commune de Larrau est vulnérable à différents aléas naturels : météorologiques (tempête, orage, neige, grand froid, canicule ou sécheresse), inondations, feux de forêts, mouvements de terrains, avalanche  et séisme (sismicité moyenne). Il est également exposé à un risque technologique,  le transport de matières dangereuses, et à un risque particulier : le risque de radon. Un site publié par le BRGM permet d'évaluer simplement et rapidement les risques d'un bien localisé soit par son adresse soit par le numéro de sa parcelle.

#### Risques naturels
Certaines parties du territoire communal sont susceptibles d’être affectées par le risque d’inondation par une crue torrentielle ou à montée rapide de cours d'eau, notamment le Saison et l'Iratiko erreka. La commune a été reconnue en état de catastrophe naturelle au titre des dommages causés par les inondations et coulées de boue survenues en 1982, 1983, 1992, 1993, 2009, 2012, 2017 et 2021,.
Larrau est exposée au risque de feu de forêt. En 2020, le premier plan de protection des forêts contre les incendies (PDPFCI) a été adopté pour la période 2020-2030. La réglementation des usages du feu à l’air libre et les obligations légales de débroussaillement dans le département des Pyrénées-Atlantiques font l'objet d'une consultation de public ouverte du 16 septembre au 7 octobre 2022,.
Les mouvements de terrains susceptibles de se produire sur la commune sont des mouvements de sols liés à la présence d'argile et des affaissements et effondrements liés aux cavités souterraines (hors mines). Afin de mieux appréhender le risque d’affaissement de terrain, un inventaire national permet de localiser les éventuelles cavités souterraines sur la commune.

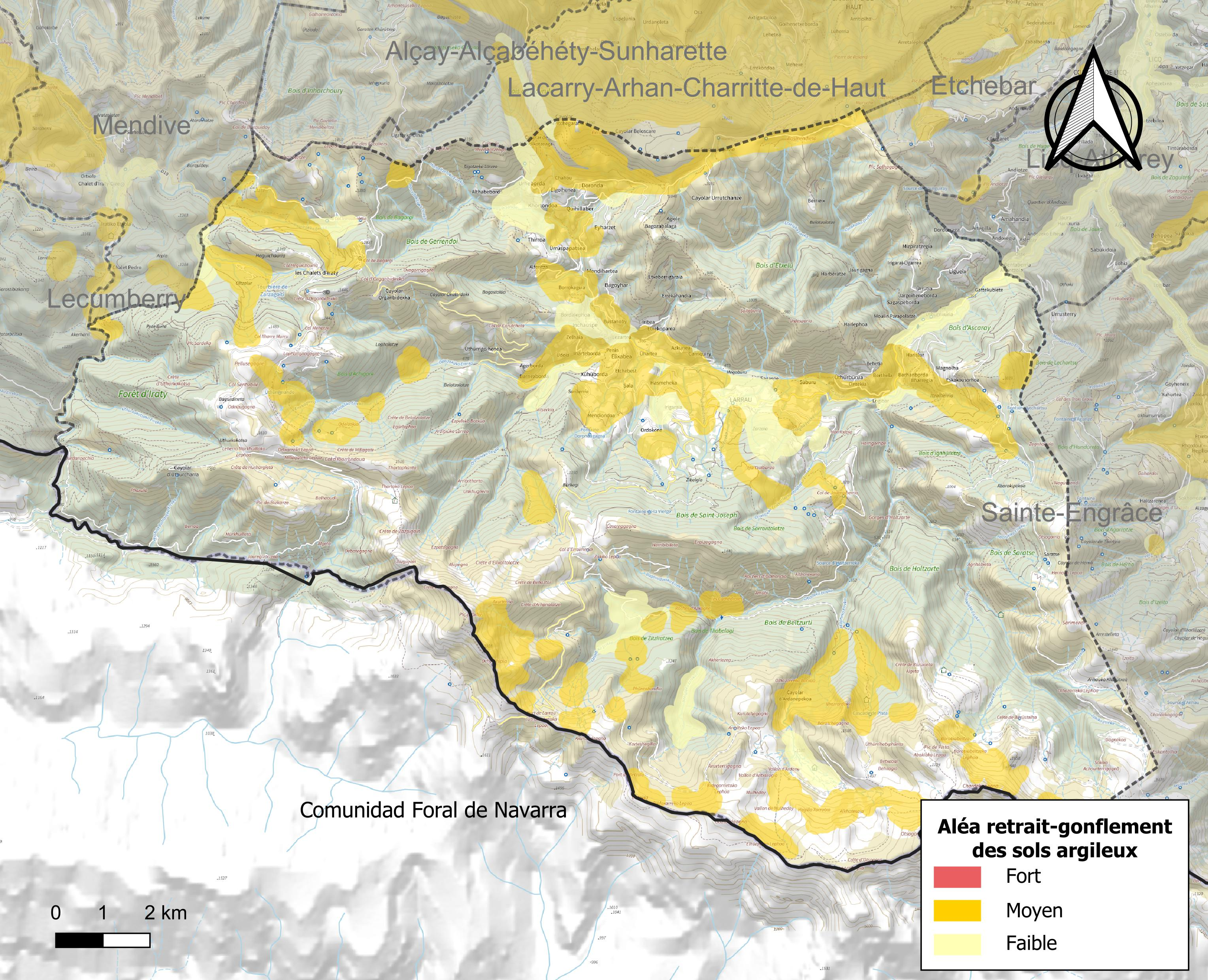
Carte des zones d'aléa retrait-gonflement des sols argileux de Larrau.

Le retrait-gonflement des sols argileux est susceptible d'engendrer des dommages importants aux bâtiments en cas d’alternance de périodes de sécheresse et de pluie. 16,4 % de la superficie communale est en aléa moyen ou fort (59 % au niveau départemental et 48,5 % au niveau national). Depuis le 1er octobre 2020, en application de la loi ELAN, différentes contraintes s'imposent aux vendeurs, maîtres d'ouvrages ou constructeurs de biens situés dans une zone classée en aléa moyen ou fort,.
Concernant les mouvements de terrains, la commune a été reconnue en état de catastrophe naturelle au titre des dommages causés par des mouvements de terrain en 2017 et par des glissements de terrain en 1993.
La commune est exposée aux risques d'avalanche. Les habitants exposés à ce risque doivent se renseigner, en mairie, de l’existence d’un plan de prévention des risques avalanches (PPRA). Le cas échéant, identifier les mesures applicables à l'habitation, identifier, au sein de l'habitation, la pièce avec la façade la moins exposée à l’aléa pouvant faire office, au besoin, de zone de confinement et équiper cette pièce avec un kit de situation d’urgence,.

#### Risque particulier
Dans plusieurs parties du territoire national, le radon, accumulé dans certains logements ou autres locaux, peut constituer une source significative d’exposition de la population aux rayonnements ionisants. Selon la classification de 2018, la commune de Larrau est classée en zone 2, à savoir zone à potentiel radon faible mais sur lesquelles des facteurs géologiques particuliers peuvent faciliter le transfert du radon vers les bâtiments.

## Toponymie

### Attestations anciennes
Le toponyme Larrau apparaît sous les formes Sanctus Johannes de Larraun et l'ospitau de Larraun (respectivement 1174 et 1385, collection Duchesne volume CXIV).

### Autres toponymes
Les toponymes Achéritxé, Acourtéry, Araté (trois monts sur le territoire de Larrau) et Achigarre (un bois de la commune) sont mentionnés en 1863 (dictionnaire topographique Béarn-Pays basque).

### Graphie basque
Son nom basque actuel est Larraine.

## Histoire
En 1178 Raymond-Guillaume II, vicomte de Soule, fait don des terres de Larrau à l'abbaye Sainte-Marie de Sauvelade.
Le début du XVIIIe siècle a vu le développement d'une importante industrie métallurgique. La forge d’Udoipeia a employé jusqu'à 150 personnes qui ont fait la richesse de la région et de la famille propriétaire dont un certain nombre de personnes ont connu la notoriété. Fermée en 1870, il n'en reste que quelques ruines.

## Politique et administration

### Liste des maires
| Période | Période      | Identité               | Étiquette | Qualité     |
| ------- | ------------ | ---------------------- | --------- | ----------- |
| 1799    | 1810         | Jean Celhay            |           |             |
| 1810    | 1813         | Jean Etchebarne        |           |             |
| 1813    | 1815         | Bernard Irigaray       |           |             |
| 1816    | 1819         | Jean Celay             |           |             |
| 1820    | 1821         | François Uhart         |           |             |
| 1822    | 1829         | Jérôme Iturbide        |           |             |
| 1829    | 1831         | Jean Bustanoby         |           |             |
| 1832    | 1834         | Saint-Jean Bastorreche |           |             |
| 1837    | 1843         | Bernard Penin          |           |             |
| 1876    |              | Basterrèche            |           |             |
| 1892    |              | Prudent Cauture        |           |             |
| 1983    | 2008         | Marcel Accoceberry     |           | Agriculteur |
| 2008    | 2014         | Sébastien Uthurriague  |           | Agriculteur |
| 2014    | 2020         | Jean-Marc Bengochea    |           | Agriculteur |
| 2020    | juillet 2025 | Jean-Dominique Iriart  |           | Ouvrier     |

### Intercommunalité
La commune faisait partie de la communauté de communes de Soule-Xiberoa jusqu'en décembre 2016 et fait maintenant partie de la Communauté d'agglomération du Pays Basque.

## Population et société

### Démographie
L'évolution du nombre d'habitants est connue à travers les recensements de la population effectués dans la commune depuis 1793. Pour les communes de moins de 10 000 habitants, une enquête de recensement portant sur toute la population est réalisée tous les cinq ans, les populations de référence des années intermédiaires étant quant à elles estimées par interpolation ou extrapolation. Pour la commune, le premier recensement exhaustif entrant dans le cadre du nouveau dispositif a été réalisé en 2008.

En 2022, la commune comptait 185 habitants, en évolution de −6,09 % par rapport à 2016 (Pyrénées-Atlantiques : +3,78 %, France hors Mayotte : +2,11 %).
| 1793 | 1800 | 1806 | 1821 | 1831  | 1836  | 1841  | 1846  | 1851  |
| ---- | ---- | ---- | ---- | ----- | ----- | ----- | ----- | ----- |
| 848  | 813  | 751  | 948  | 1 004 | 1 157 | 1 188 | 1 235 | 1 170 |

| 1856  | 1861  | 1866  | 1872  | 1876 | 1881 | 1886 | 1891 | 1896 |
| ----- | ----- | ----- | ----- | ---- | ---- | ---- | ---- | ---- |
| 1 307 | 1 190 | 1 167 | 1 048 | 948  | 886  | 919  | 857  | 861  |

| 1901 | 1906 | 1911 | 1921 | 1926 | 1931 | 1936 | 1946 | 1954 |
| ---- | ---- | ---- | ---- | ---- | ---- | ---- | ---- | ---- |
| 846  | 840  | 790  | 897  | 698  | 615  | 600  | 544  | 458  |

| 1962 | 1968 | 1975 | 1982 | 1990 | 1999 | 2006 | 2008 | 2013 |
| ---- | ---- | ---- | ---- | ---- | ---- | ---- | ---- | ---- |
| 450  | 405  | 345  | 298  | 241  | 214  | 209  | 208  | 191  |

| 2018 | 2022 | - | - | - | - | - | - | - |
| ---- | ---- | - | - | - | - | - | - | - |
| 197  | 185  | - | - | - | - | - | - | - |

### Enseignement
La commune dispose d'une école élémentaire publique. Cette école propose un enseignement bilingue français-basque à parité horaire.

### Événements sportifs
- Le Tour de France 2007 emprunta les routes de la commune lors de la 16e étape qui eut lieu le 25 juillet entre Orthez et Gourette - col d'Aubisque.
- Le trinquet de Larrau est le siège en été du trophée élite pro Betzula, compétition de pelote basque (spécialité main nue) organisé par Élite Pelote Basque, circuit professionnel de pelotaris en France.

## Économie
La commune fait partie de la zone d'appellation de l'ossau-iraty.
Elle possède une station de vacances dans la forêt d'Iraty.

## Culture locale et patrimoine

### Patrimoine immatériel
La chanson de Bereterretche (Berterretxen khantoria) parle de l'assassinat d'un Bereterretxe sur ordre du comte de Lérin au XVe siècle. Il s'agit peut-être d'un des nombreux épisodes de la lutte entre Luxe et Gramont. Il est composé en souletin.
Les pratiques traditionnelles liées aux fermes d'élevage (atandes) sont inscrites à l'inventaire du patrimoine culturel immatériel en France, comme les savoirs naturalistes.

### Patrimoine naturel et civil
- La passerelle d'Holzarte sur le canyon d'Olhadubi date de 1920.

Elle a été créée pour le besoin du bûcheronnage. Elle se situe sur le GR10.

### Patrimoine religieux
- L'église Saint-Jean-Baptiste a été classée monument historique en 2003[78].

Ses parties les plus anciennes datent du XIIe siècle, époque à laquelle le bâtiment constituait la chapelle d'un prieuré-hôpital dépendant de l'abbaye de Sauvelade, étape d'un chemin de Compostelle passant par le port de Larrau. Deux objets mobiliers situés dans l'église sont aussi classées comme monuments historiques : une croix de procession et une statue de Vierge à l'enfant du XVIe siècle. L'intérieur a été restauré en 2008.
- L'ermitage Saint-Joseph (altitude 1250 m)

Bâti par les moines de Larrau en 1656. Il a été restauré en 1993.

### Galerie

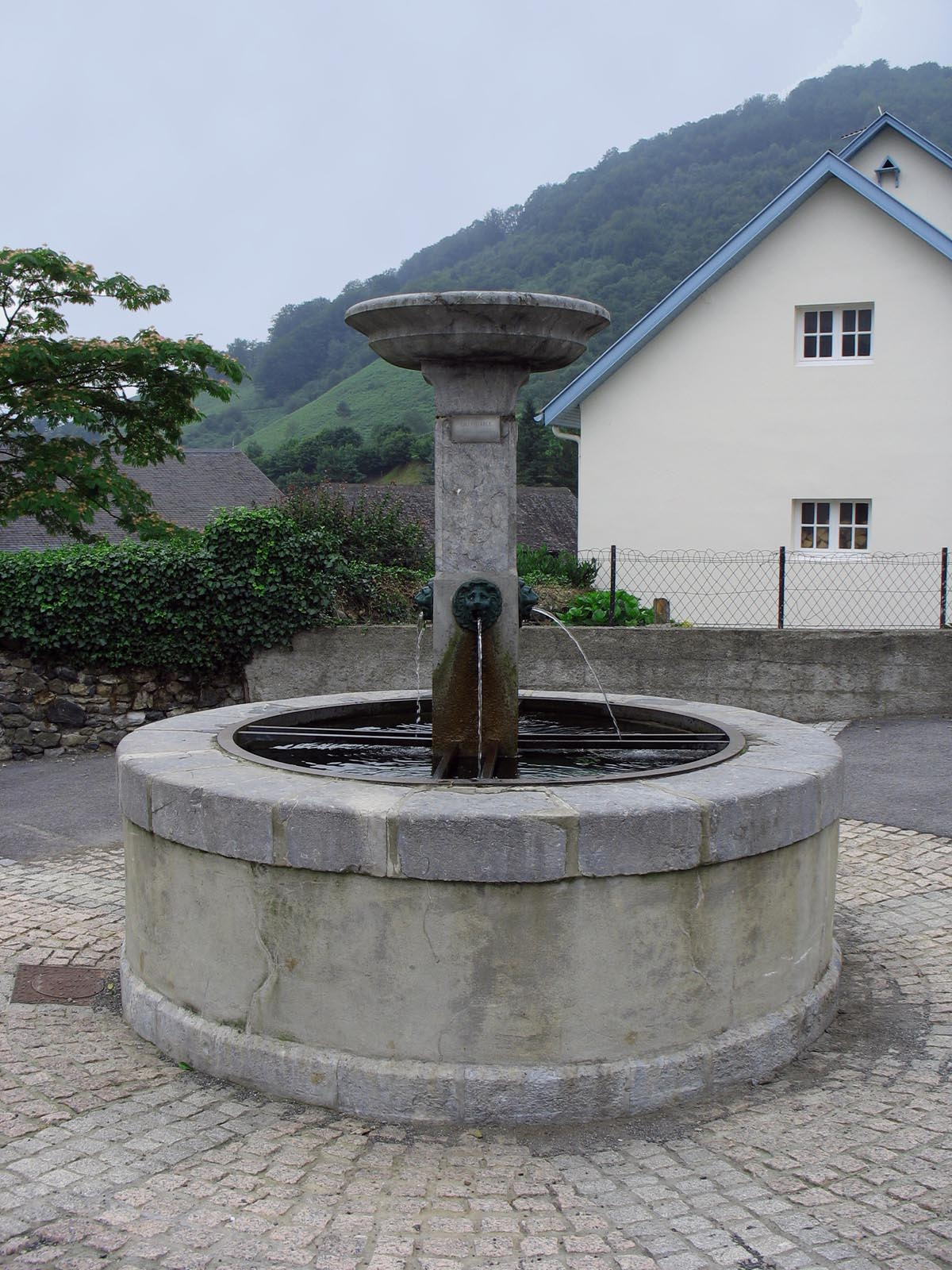
La fontaine.
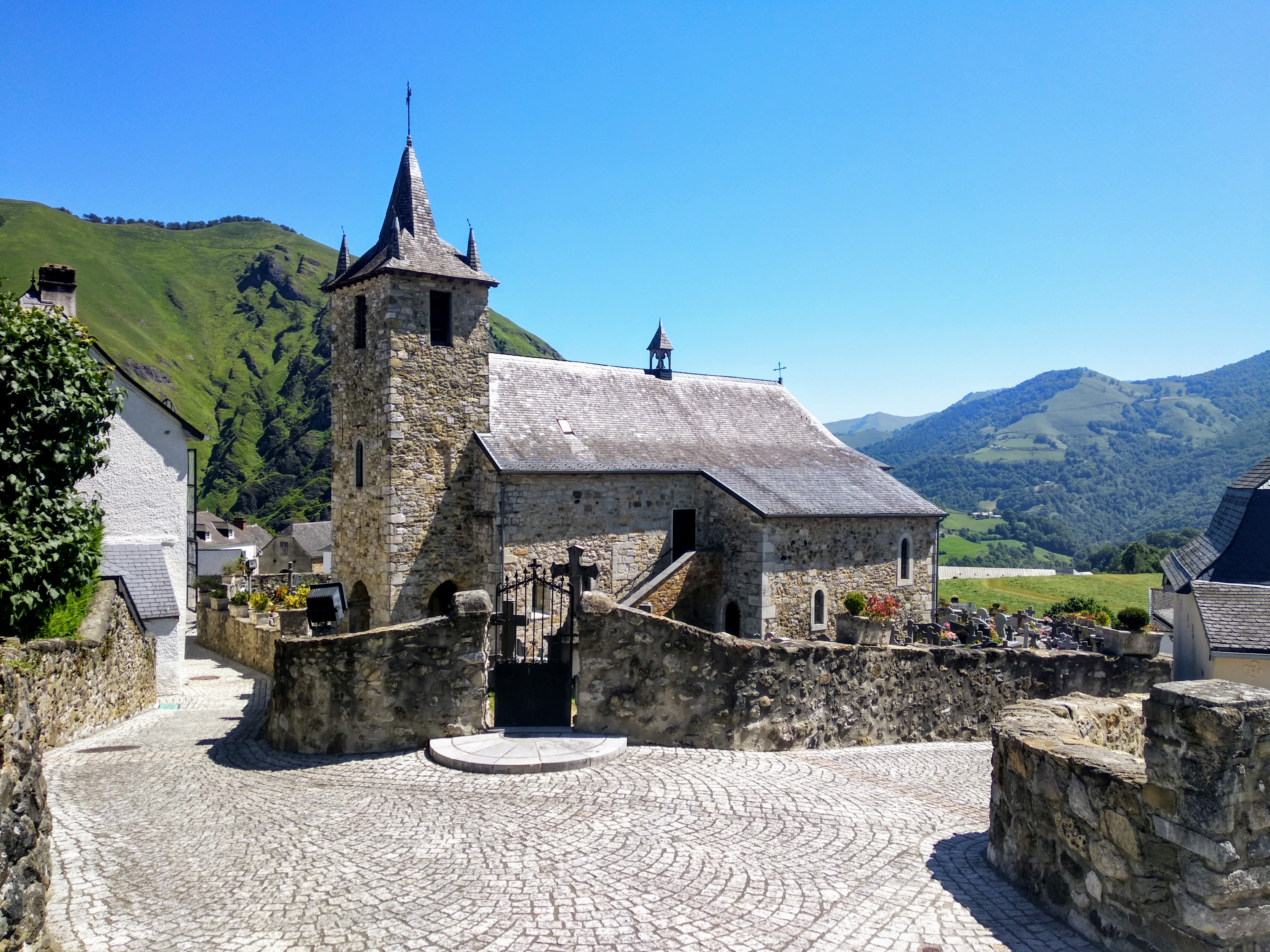
L'église Saint-Jean-Baptiste.
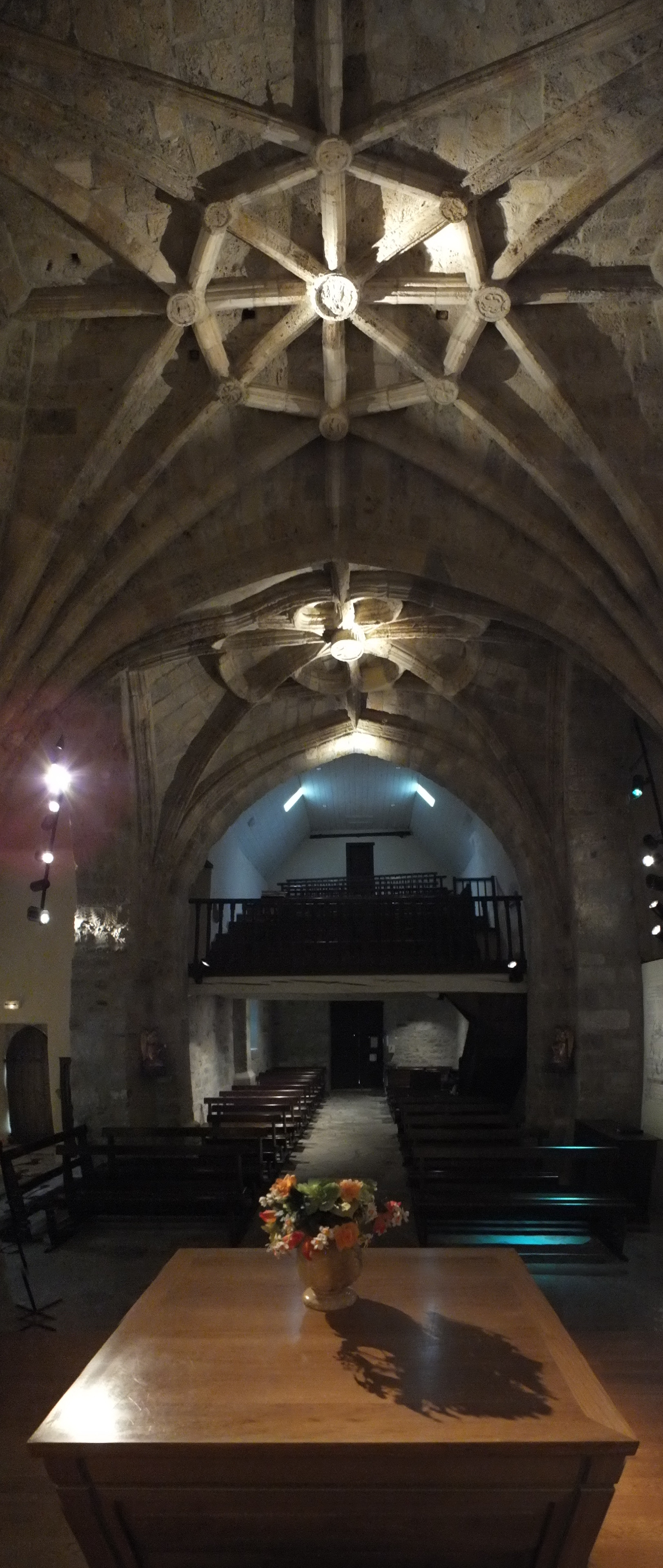
L'intérieur de l'église.
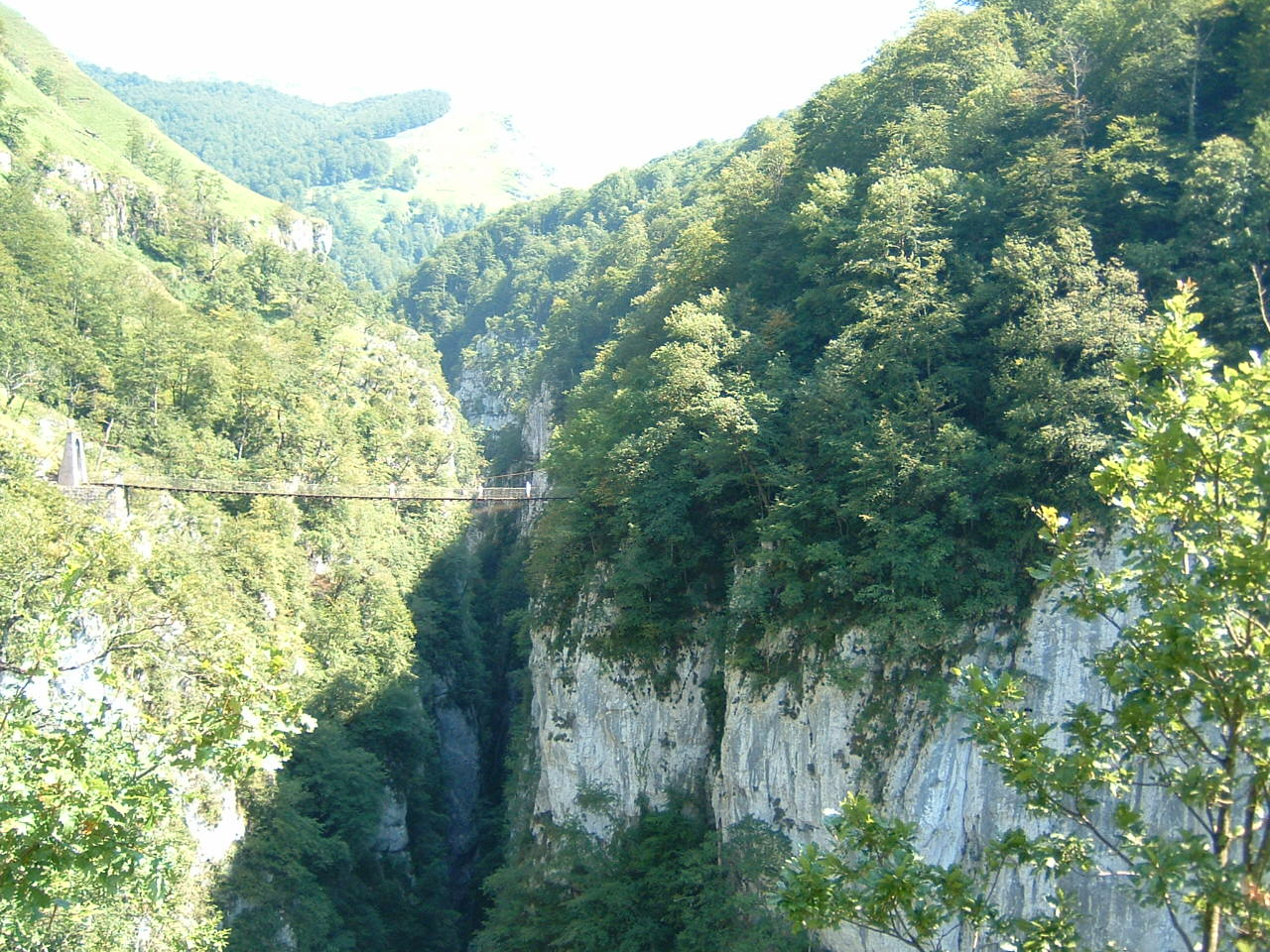
La passerelle d'Holzarte sur le canyon d'Olhadubi.
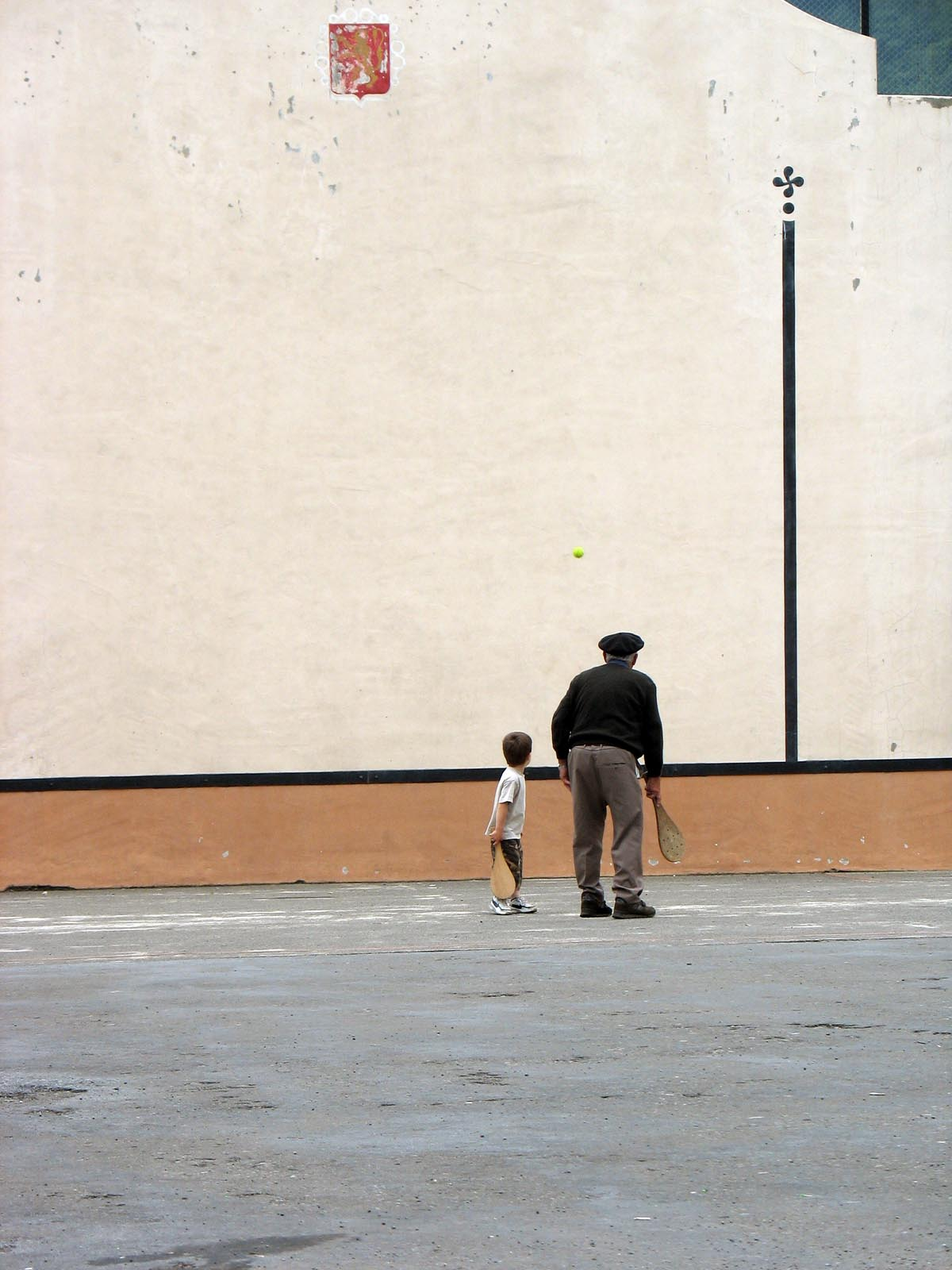
Partie de pelote basque intergénérationnelle.

L'intersection du 43e parallèle nord et du 1er méridien à l'ouest de Greenwich se trouve sur le territoire de la commune (voir aussi le Degree Confluence Project).

### Personnalités liées à la commune
- Jean-Bernard d'Uhart est un militaire, propriétaire, maître de forges et homme politique français (1765 à Uhart-Mixe - 1834 à Sauguis). Il s’occupa de la forge de Larrau[81], dont la production de fer devint, à partir de 1793, indispensable à l’armée des Pyrénées occidentales.
- Frédéric d'Abel est un ingénieur et maître de forges allemand, (1780 à Stuttgart -1855 à Urdos). Il prit à bail une petite forge située à Larrau, appartenant au marquis d’Uhart.
- Adrien Baysselance (1829 - 1907) est un ingénieur français spécialisé dans le génie maritime, passionné d'alpinisme et président du club alpin français de Bordeaux. Il publia en 1875 un article intitulé « Larrau et la forêt de Holçarté » dans la revue Explorations pyrénéennes.
- Clémence Richard (1830-1915), seconde épouse du prince Louis-Lucien Bonaparte, née à Larrau.
- Pierre Moureu (1895-1962) ancien joueur international français de rugby à XV, né le 24 août 1895 à Larrau.

### Héraldique
| Blason de Larrau | Blason  | De gueules au lion d'or.                         |
| Blason de Larrau | Détails | Le statut officiel du blason reste à déterminer. |